# Carrouges
Carrouges ist eine französische Gemeinde mit 626 Einwohnern (Stand: 1. Januar 2022) im Département Orne in der Region Normandie. Sie gehört zum Arrondissement Alençon und zum Kanton Magny-le-Désert. Die Einwohner werden Carrougiens genannt.

## Geographie
Die Gemeinde Carrouges liegt an der Grenze zum Département Mayenne am Oberlauf des Flusses Udon, etwa 22 Kilometer nordwestlich von Alençon und wird umgeben von den Nachbargemeinden Sainte-Marguerite-de-Carrouges im Norden, Saint-Sauveur-de-Carrouges im Nordosten, Chahains im Osten, Saint-Martin-des-Landes im Süden, Lignières-Orgères im Südwesten, Joué-du-Bois im Westen und Nordwesten sowie Saint-Martin-l’Aiguillon im Nordwesten.
In Carrouges befindet sich das Verwaltungszentrum des Regionalen Naturpark Normandie-Maine.

## Bevölkerungsentwicklung
| Jahr                       | 1962 | 1968 | 1975 | 1982 | 1990 | 1999 | 2010 | 2021 |
| Einwohner                  | 727  | 695  | 753  | 787  | 760  | 743  | 734  | 629  |
| Quellen: Cassini und INSEE |      |      |      |      |      |      |      |      |

## Sehenswürdigkeiten
- Kirche Notre-Dame-de-l’Assomption
- Schloss Carrouges aus dem 14. Jahrhundert, nach dem 100-jährigen Krieg neu errichtet, seit 1927 Monument historique
- Kapelle Notre-Dame-du-Bon-Comfort an der Nordseite des Schlosses, früheres Stift, Monument historique seit 1941/1948

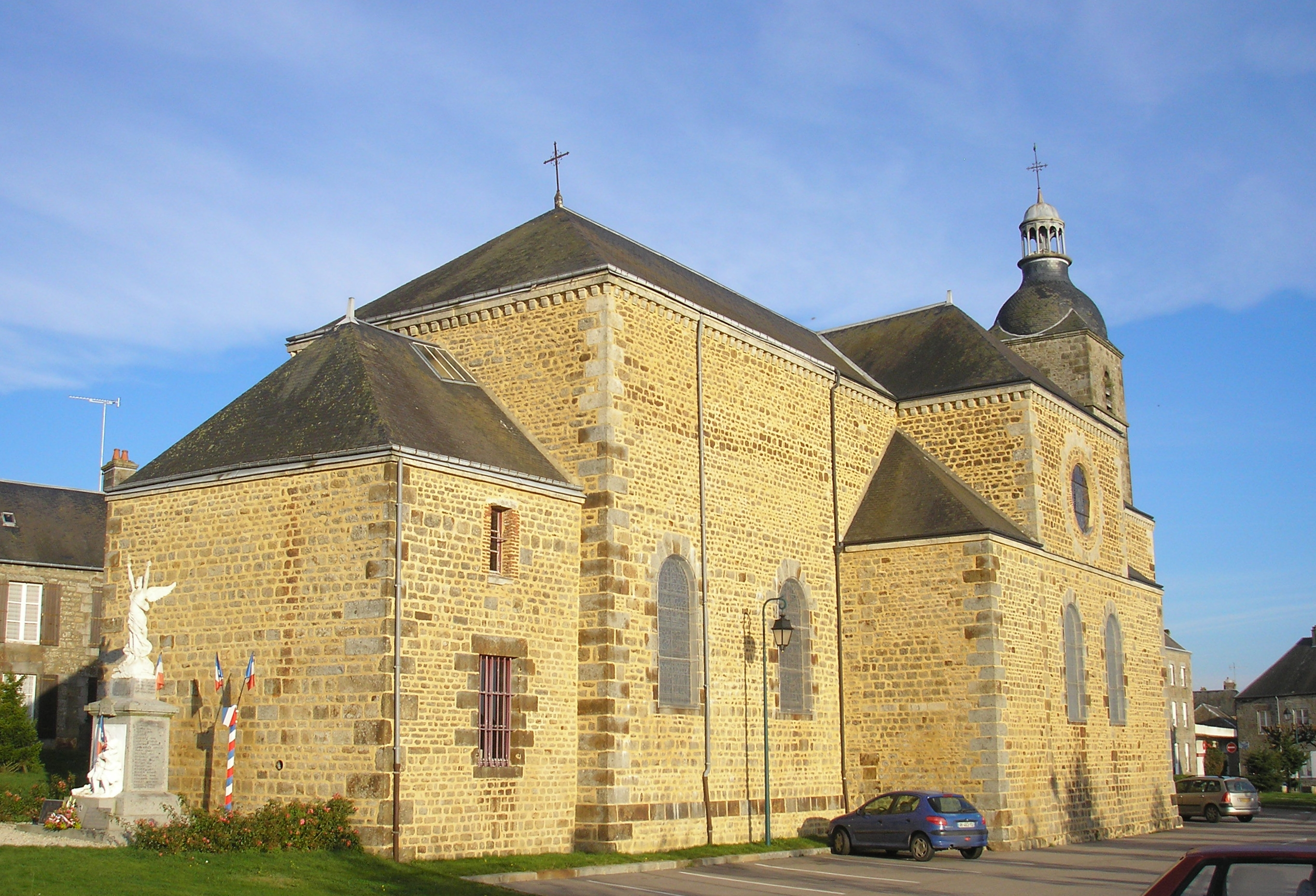
Kirche Notre-Dame-de-l’Assomption
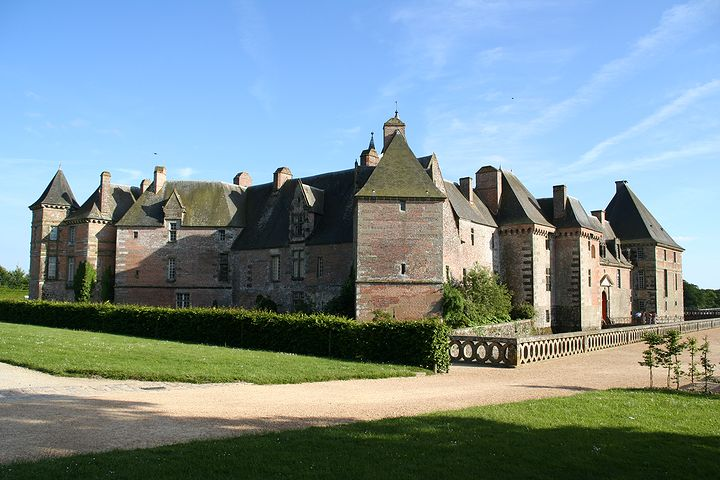
Schloss Carrouges
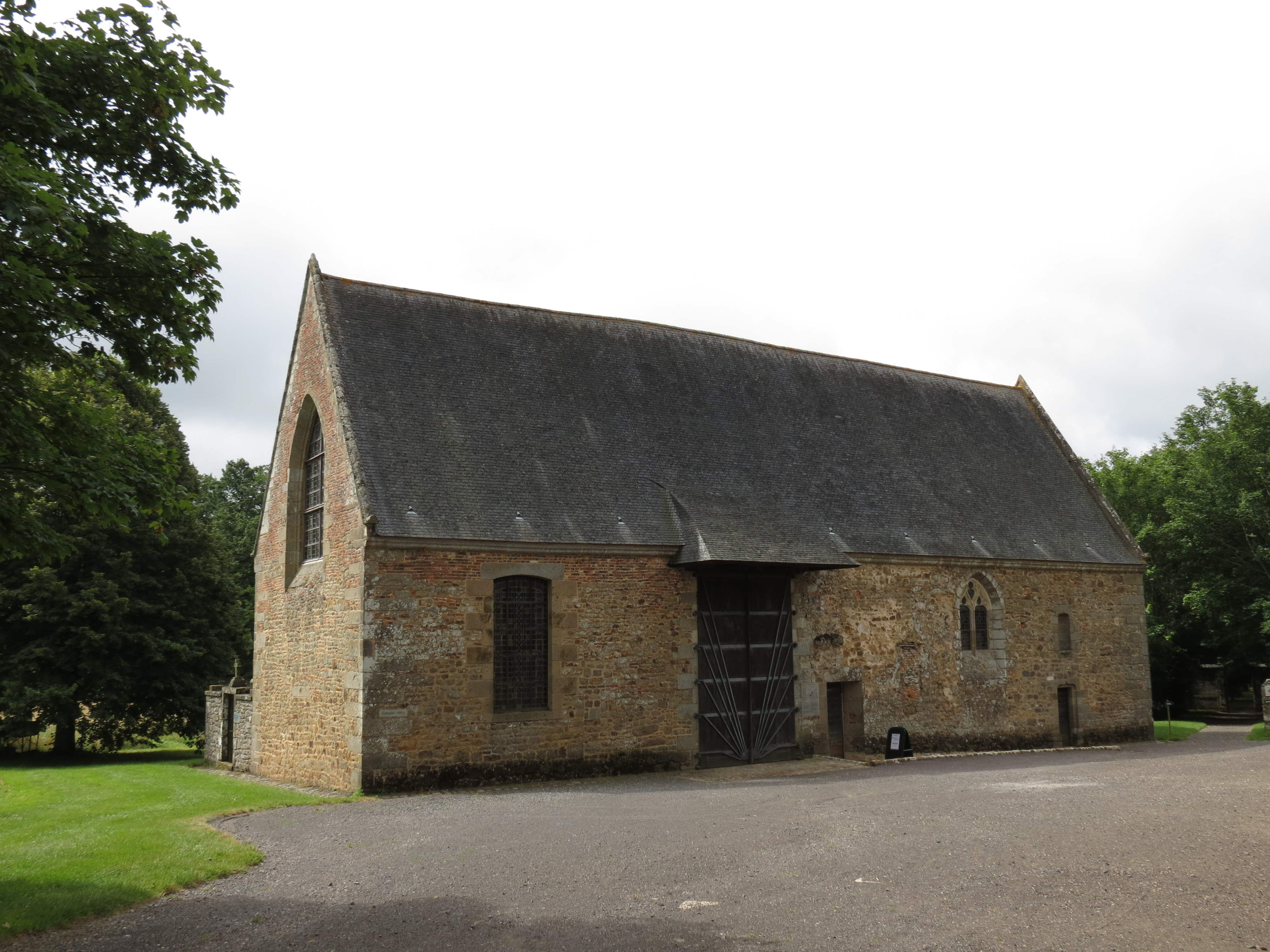
Früheres Stift
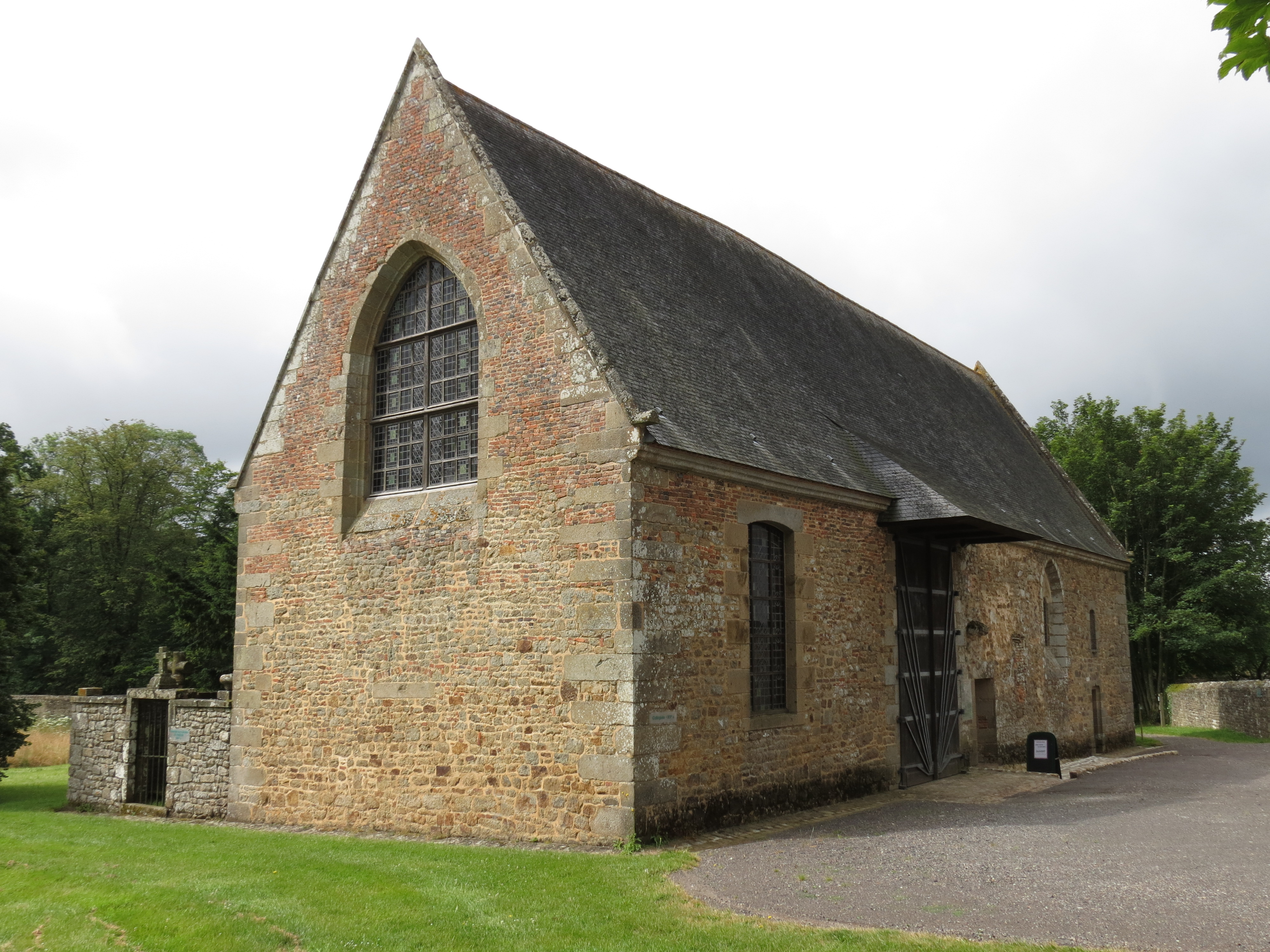
Kapelle Notre-Dame-du-Bon-Comfort

## Gemeindepartnerschaft
Mit der schweizerischen Ortschaft Carrouge in der Gemeinde Jorat-Mézières besteht seit dem Jahr 2000 eine Partnerschaft.

## Persönlichkeiten
- Jean de Carrouges (1330er–1396), französischer Ritter
- Pierre-Jean Launay (1900–1982), Schriftsteller